# Sendim (Tabuaço)
Pour les articles homonymes, voir Sendim.
Sendim est une des paroisses de la municipalité de Tabuaço, division administrative qui abritait en 2011 une population de 705 habitants, sur une superficie de 21,75 km2.

## Histoire
Sendim était la ville et le siège du comté de Tabuaço entre 1250 et 1836. La circonscription formait en 1801 l'unique siège de la paroisse et comprenait alors 1 156 habitants. On y comptait encore en 1880 le village voisin de Guedieiros.
Sendim a retrouvé son statut de ville le 12 juillet 2001.

## Patrimoine
- Pilori de Sendim, considéré comme d'intérêt public, par le décret no 23122 du 10 novembre 1933.

## Guedieiros
Guedieiros, aujourd'hui simple hameau, était autrefois un village de la paroisse de Sendim, dans le comté de Tabuaço,. Son centre est à une altitude de 552 mètres et se situe à près de 3,71 km de Sendim.

### Légendes
La chapelle de Guedieiros est associée au patrimoine culturel de tradition orale, avec notamment les légendes de São Marcos, ou celle plus connue, du martyr São Sebastião, laquelle se trouve référencée dans le projet d'archives des légendes portugaises, grâce à la publication d'une étude réalisée en 2007 par Alexandre Parafita (pt).

### Personnalités
C'est à Guedieiros que naquit en juillet 1810 António Ferreira de Macedo Pinto,, professeur et médecin portugais du XIXe siècle, dont le nom est associé au prix d'excellence décerné en son temps par l'École médico-chirurgicale de Porto.